# クラッコ
クラッコ（Kracko）は、コンピュータゲーム『星のカービィ』シリーズに登場するキャラクター。

## 概要
トゲが生えた雲のような姿で、目はワドルドゥのような形の単眼。雲ゆえに雨を降らせ落雷を発生させるほか、広範囲に及ぶビーム攻撃が可能。体内からワドルドゥを生み出すが、時にはそれ以外の雑魚キャラや爆弾を投下することもある。クラッコJr.から変身する場合が多い。カービィシリーズにはほぼ全作に登場しており、主にゲーム中盤のボスキャラクターという中堅どころのポジションがほとんどである。
非常に攻撃的かつ縄張り意識が強い性格で、その気性の荒さから「空の暴れん坊」と称されている。

## 出演作品
星のカービィ
STAGE4「バブリークラウズ」のボスとして登場。ビームや体当たり攻撃をしてきたり、ワドルドゥを出してくる。まだ雷を落とすことはできない。爆弾を生成することも出来る。
星のカービィ 夢の泉の物語 / 星のカービィ 夢の泉デラックス
LEVEL4「グレープガーデン」のボスで登場。スターマンを出してくる。この作品で初めて披露した落雷攻撃は、後の作品でも長く使われている。
カービィのピンボール
クラッコステージのボスとして登場。雷を落としてバーの動きを止めてしまう。雑魚キャラとしてフラッパーを呼び出す。
カービィボウル
お邪魔キャラとして登場。ゲームの仕様上、敵を召喚するといったことはしない。一定間隔で雷を出し、触れるとダメージを受ける。自身も雷系統の敵だが、なぜかスパークで倒すことができる。
星のカービィ2
LEVEL6「クラウディパーク」のボスとして登場。第1形態のクラッコJr.を除いても、通常のボスより高い耐久力を誇る。ワドルドゥではなくコクラッコを出してくる。
カービィのブロックボール
7面のボスとして登場。雷の弾を撃ち出す。
星のカービィ スーパーデラックス
「はるかぜとともに」のSTAGE3「バブリークラウズ」および「銀河にねがいを」の「スカイハイ」のボスとして登場。ゲーム全体としてはかなり序盤の登場で、行動も完全なパターンと従来よりも弱く設定されている。
星のカービィ3
アドというボスキャラが描いた絵が実体化することで登場。コクラッコを出してくる。
コロコロカービィ
3・6面のボスで登場。ゴルドーを出しながら近付き、小さな目玉を出してくる。後者の面では大ダメージを受ける稲妻を発射し、エクストラモードでは連射能力が上がる。デッドラインまで達すると、一撃でカービィを倒す回避不可能の体当たりを繰り出す。
カービィのエアライド
ボスではなく、ウエライドのアイテムとして出てくる。上位のプレイヤーに雷を落とし、しばらく動けなくする。
星のカービィ 鏡の大迷宮
エリア4「マスタードマウンテン」のボスとして登場。ワドルドゥのみならず、フレイマーやツイスターを出してくる。攻撃パターンは『スーパーデラックス』と同じ。
タッチ!カービィ
「ブロックアタック」のボスとして登場。本人では無く、ドロシアによって描かれたコピー。時折自分の体に電流をまとい、接近したカービィにダメージを与えようとする。
星のカービィ 参上!ドロッチェ団
クラッコ自体は登場しないが、代わりにドロッチェ団のドクが開発したロボット「メカクラッコ」が登場。
星のカービィ ウルトラスーパーデラックス
『スーパーデラックス』のリメイク版なので同様に登場。追加モード「大王の逆襲」のSTAGE3「クラッシュクラウズ」では中ボスとしてクラッコJr.リベンジが、ボスとしてクラッコリベンジがそれぞれ登場する。いずれも「はるかぜとともに」のときよりも確実に強くなっている。
あつめて!カービィ
ミニゲーム「空中探検隊EOS」のボスとして登場。パラソルワドルドゥを召還してくるほか、十字に広がる雷を放つ。
星のカービィ トリプルデラックス
エリア3「オールドオデッセイ」のボスとして登場。ワドルドゥを出してくるほか、トゲを巨大化させて体当たりしたり、画面奥に避難することでしか避ける術がないほどの全範囲落雷や画面奥からのビーム攻撃を放つ。また、体力がある程度減ると体を竜巻化させ、周囲の雲を払って足場を出すという荒業を見せた。ちなみにポーズ画面の説明で「この世に空と雲がある限り、決して消滅しない」という、不死身であることを仄めかすような一文があった。また「デデデでゴー!」では、クラッコ DXが登場。
カービィファイターズZ
ステージ「バブリークラウズ」にて登場
星のカービィ ロボボプラネット
本体は登場しないものの、過去の戦いのデータがハルトマンワークスカンパニーによって分析され、ホログラフによって再現した「ホロ・クラッコ」がハルトマン社の防衛システムとして配備されている。
カービィのすいこみ大作戦
レベル4のボスとして登場。レベル4EXのボスとして強化版のクラッコリベンジが登場している。また、クラッコJr.も再登場した。
星のカービィ スターアライズ
エリア4「遥か、きらめきの勇者たち」の小惑星ガベルのボスとして登場。最初は単体で現れるが倒すと分裂してツインクラッコとなる。またドリームフレンズのアドレーヌの技「アドペインター」で作り出せるキャラとしても登場し、乗ることでクラッコを操作することができる。
スーパーカービィハンターズ
クエストにて登場。
カービィファイターズ2
ステージ「バブリークラウズ」にて登場。
カービィのグルメフェス
キャラおかしコレクションとして登場。
星のカービィ Wii デラックス
なりきりお面にて登場。
星のカービィ (アニメ)
下記を参照。

## 関連キャラ

### 派生種・亜種
クラッコJr.
クラッコとは違って、雲の代わりに4つの玉を体に持っている。中ボス。
『ピンボール』『2』などの作品では最初はクラッコJr.で登場し、展開が進むとクラッコに進化する。
メカクラッコ
『星のカービィ 参上! ドロッチェ団』に登場。クラッコ型のメカ。操作を担当しているのはドロッチェ団のドク。周りの雲は単なる煙。1回倒してもすぐに体勢を立て直し、雲の足場を破壊するほか雷を落としたり、カービィに高速で近づいて放電攻撃を仕掛けてくる。
クラッコJr. リベンジ
『星のカービィ ウルトラスーパーデラックス』に登場。瞳の部分が変化し、さながら『星のカービィ3』に登場するゼロのような不気味な雰囲気を醸し出しているクラッコJr.。攻撃スピードは基となったクラッコJr.よりもやや早い。耐久力も向上している。
クラッコ リベンジ
『星のカービィ ウルトラスーパーデラックス』に登場。雲が紫色に染まり、周りのトゲも模様が変わり、かなり毒々しい印象となったクラッコ。耐久力の向上、攻撃スピードの上昇のみならず、放電攻撃「クロスサンダー」を仕掛けてくる。行動は相変わらず完全パターンだが、一巡するまでのサイクルが非常に長い。
スペースクラッコ
『毛糸のカービィ』に登場。宇宙からやって来たクラッコの親戚。雲の色は黒く、雷の他に隕石を落とす。
クラッコ DX
『星のカービィ トリプルデラックス』に登場。ウルトラスーパーデラックスに出るリベンジと同じように、強化されたクラッコ。
ホロ・クラッコ
『星のカービィ ロボボプラネット』に登場。ハルトマンワークスカンパニーの要塞の防衛システムとして配備されている、過去の戦いのデータをもとにして作成されたクラッコのホログラフ。エリア2「ラスタードロード」のボスのホログラフ防衛システムズが召喚する他、エリア6「アクシスアークス」では中ボスとして登場。行動パターンは「ウルトラスーパーデラックス」に準じる。
ツインクラッコ
『星のカービィ スターアライズ』に登場。二体一組のクラッコ。体力は二体で共有。ポーズ画面の説明によるとポップスターと異なる環境により分裂したらしい。
アナザークラッコ
『スターアライズ』の「アナザーディメンションヒーローズ」に登場。異界のクラッコ。最初は2体1組のアナザーツインクラッコとして現れるが、倒すと二体が合体し巨大な「アナザービッグクラッコ」に変化する。
ヴェノムクラッコ
『スーパーカービィハンターズ』に登場。毒ガスを扱うクラッコの亜種。

### 排出する敵
コクラッコ
クラッコが出してくるキャラクター。クラッコを小さくしたようなデザインで、体のトゲは四つになっている。
ワドルドゥ（ビーム）
ザコキャラクター。クラッコ、メカクラッコが出してくる。
ツイスター（トルネイド）
ザコキャラクター。クラッコが出してくる。
スターマン（ハイジャンプ）
ザコキャラクター。クラッコ、メカクラッコが出してくる。
フレイマー（バーニング）
ザコキャラクター。クラッコが出してくる。
フラッパー
ザコキャラクター。クラッコが出してくる。
ワドルディ
ザコキャラクター。メカクラッコしか出してこない。

## アニメ版でのクラッコ
アニメ版のクラッコは、第4話でデリバリーシステムを介さずに直接プププランドに現れた最強魔獣（暗雲魔獣）。ゲーム版と同じく黄色のトゲが生えた雲に大きな目玉が一つだけついた姿をしている。基本的に台風のような雲の中から雷を落として攻撃する戦法を取っているため、内部に突入する術を持たなければ姿を見ることはできない。上空からカービィを一方的に雷で狙い撃ちにして追い詰めたが、ワープスターに乗ったカービィによって暗雲から引きずり出され、その後の空中戦の末、クラッコが放った雷の刃を吸い込み変身したソードカービィのソードビーム5発で倒れた。